# یوونگسویل (کارولینای شمالی)
یوونگسویل (به انگلیسی: Youngsville) شهری در ایالت کارولینای شمالی کشور ایالات متحده آمریکا است که جمعیت آن در سرشماری سال ۲۰۱۰ میلادی، ۱٬۱۵۷ نفر بوده‌است.